# Sceliphron pietschmanni
Sceliphron pietschmanni là một loài côn trùng cánh màng trong họ Sphecidae, thuộc chi Sceliphron. Loài này được Kohl miêu tả khoa học đầu tiên năm 1918.